# Kirchenthurnen
Kirchenthurnen (toponimo tedesco; fino al 1860 Thurnen) è un comune svizzero di 280 abitanti del Canton Berna, nella regione di Berna-Altipiano svizzero (circondario di Berna-Altipiano svizzero).

## Monumenti e luoghi d'interesse

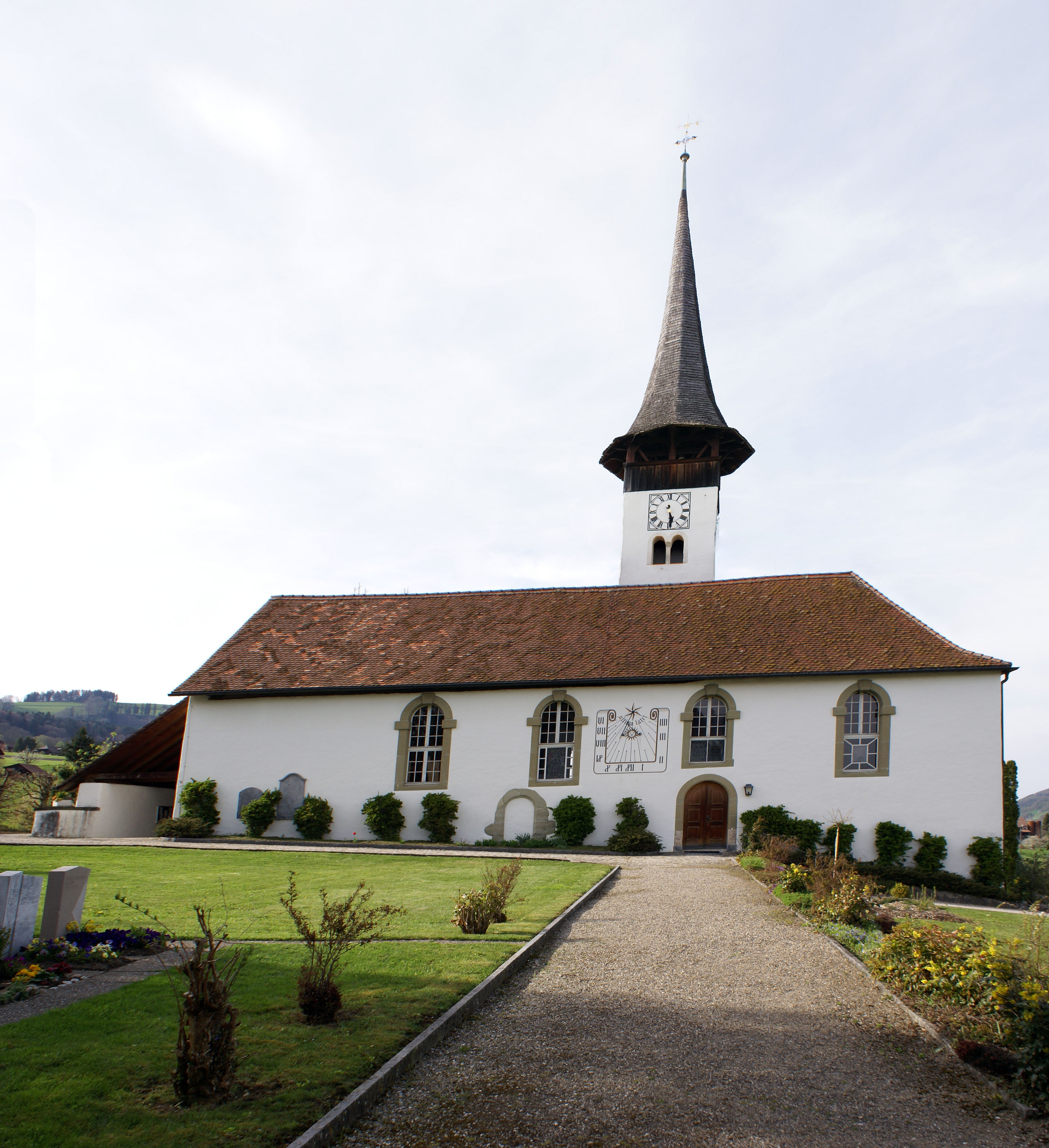
La chiesa riformata

- Chiesa riformata (già di Santa Caterina), attestata dal 1228 e ricostruita nel 1671 e nel 1739[1].

## Società

### Evoluzione demografica
L'evoluzione demografica è riportata nella seguente tabella:
Abitanti censiti

## Amministrazione
Ogni famiglia originaria del luogo fa parte del cosiddetto comune patriziale e ha la responsabilità della manutenzione di ogni bene ricadente all'interno dei confini del comune.